# Soulèvement de Yozgat
 (décembre 2020).
Si vous disposez d'ouvrages ou d'articles de référence ou si vous connaissez des sites web de qualité traitant du thème abordé ici, merci de compléter l'article en donnant les références utiles à sa vérifiabilité et en les liant à la section « Notes et références ».

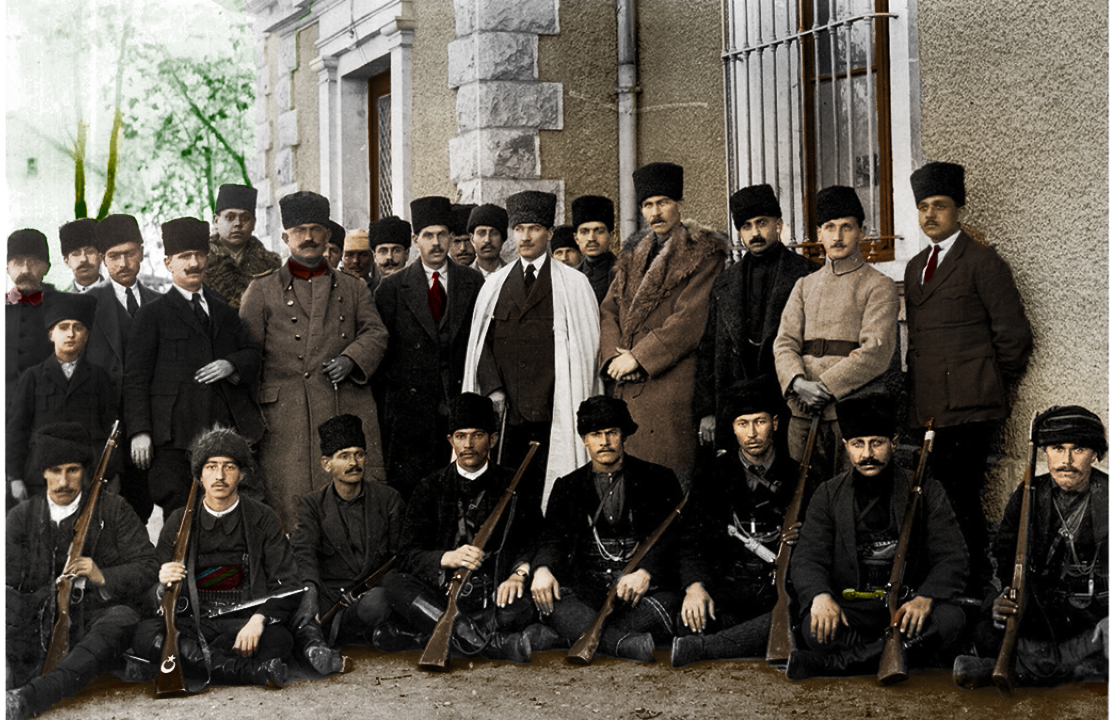
Ethem le Circassien et les hommes qui ont été affectés à réprimer la soulèvement de Yozgat avec Mustafa Kemal Pacha devant le bâtiment du siège de la Station (Juin 1920)

La soulèvement de Yozgat ou soulèvement de Çapanoğlu, en turc Yozgat Ayaklanması ou Çapanoğlu Ayaklanması, est une révolte ayant eu lieu pendant la guerre d'indépendance turque, menée par le notable Çapanoğlu Edip Bey et son frère Celal Bey à Yozgat, entre le 15 mai et le 30 décembre 1920.
Ce soulèvement a été réprimé par Kuvâ-yi Seyyâre, une branche des forces nationalistes composée de Circassiens et d'Abkhazes menée par Ethem le Circassien (Çerkes Ethem).